# تاکیگاوا کازوماسو

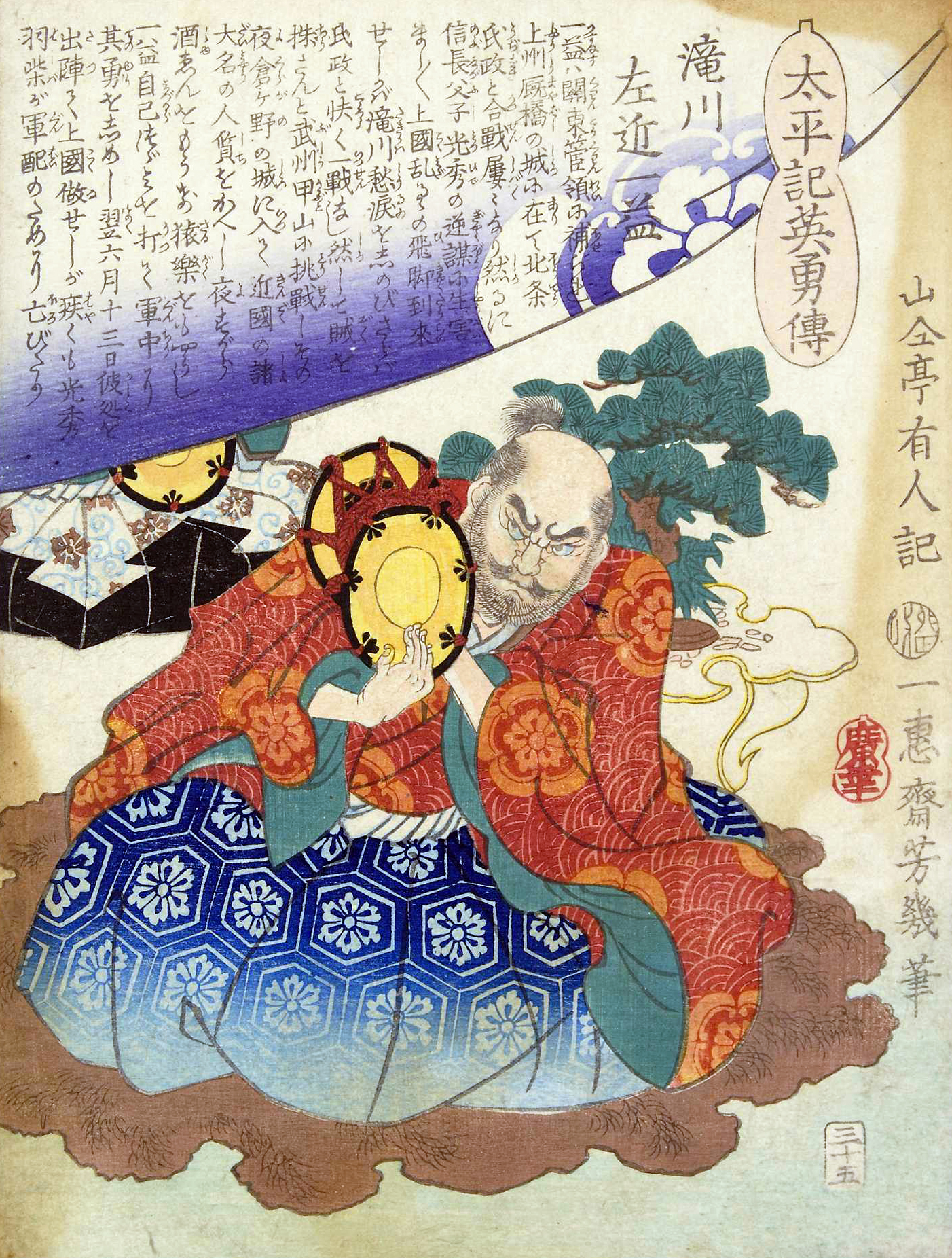

تاکیگاوا کازوماسو (به ژاپنی: 滝川 一益 Takigawa Kazumasu)، تاکیگاوا ایچی‌ماسو،  ساکون شوگن (左近将監) (۱۵۸۶–۱۵۲۵ میلادی) یک سامورایی ژاپنی در خدمت اودا نوبوناگا و سپس تویوتومی هیده‌یوشی در دوره سنگوکو بود.